# Neuwiedia
Neuwiedia Blume, 1825 è un genere di piante della famiglia delle Orchidacee, sottofamiglia Apostasioideae.

## Tassonomia
Il genere comprende le seguenti specie:
- Neuwiedia borneensis de Vogel
- Neuwiedia elongata de Vogel
- Neuwiedia griffithii Rchb.f.
- Neuwiedia inae de Vogel
- Neuwiedia malipoensis Z.J.Liu, L.J.Chen & K.Wei Liu
- Neuwiedia siamensis de Vogel
- Neuwiedia veratrifolia Blume
- Neuwiedia zollingeri Rchb.f.